# Каганов, Борис Самуилович
Борис Самуилович Каганов (род. 27 октября 1956 года, Москва, СССР) — советский и российский педиатр, гепатолог и диетолог, член-корреспондент РАМН (2005), член-корреспондент РАН (2014).

## Биография
Родился 27 октября 1956 года в семье московских врачей.
В 1979 году — с отличием окончил педиатрический факультет 2-го МГМИ имени Н. И. Пирогова.
С 1979 по 1997 годы — работал на кафедре детских инфекционных болезней этого же института, где прошел путь от старшего лаборанта до профессора кафедры.
В 1985 году — защитил кандидатскую, а в 1991 году — докторскую диссертацию.
В 1995 году — присвоено учёное звание профессора.
В 2005 году — избран членом-корреспондентом РАМН.
В течение 1997—1998 годов — профессор кафедры детских болезней ММА имени И. М. Сеченова.
С 1998 по 2005 годы — заместитель директора по научной работе Научного центра здоровья детей РАМН и заведующий отделением гастроэнтерологии и гепатологии НИИ педиатрии НЦЗД РАМН.
С 2001 по 2005 годы — руководитель Научно-практического центра детской гепатологии Минздравсоцразвития России и РАМН.
В период с 2003 по 2004 годы — главный детский гепатолог Минздрава России.
С 2005 по 2014 годы — заместитель директора по научной и лечебной работе, руководитель отдела лечебного и профилактического питания и заведующий отделением педиатрической гастроэнтерологии, гепатологии и диетологии НИИ питания РАМН.
С 2010 по 2014 годы — заведующий кафедрой диетологии Российской медицинской академии последипломного образования.
В 2014 году — стал членом-корреспондентом РАН (в рамках присоединения РАМН и РАСХН к РАН).

### Семья
Отец — основоположник советской педиатрической пульмонологи Самуил Юрьевич Каганов (1923—2005).
Мать — доктор медицинских наук Валерия Владимировна Бережинская работала фармакологом в ВИЛАРе, затем — в НИИ антибиотиков МЗ СССР.

## Научная деятельность
Научные работы посвящены исследованию проблем педиатрии и детских инфекций.
В результате его работ были созданы и внедрены в клиническую практику алгоритмы ранней диагностики болезней печени у детей, включая комплекс лабораторных (биохимические, гематологические, иммунологические, ИФА, ПЦР), инструментальных (УЗИ, КТ, ЭРХПГ, ангиография) и морфологических (исследование биоптата печени) методик.
Внедрение в педиатрическую практику технологии ультразвуковой эластографии позволило определять распространенность фиброза в ткани печени без проведения инвазивного вмешательства.
Под его руководством были защищены 15 кандидатских и 5 докторских диссертаций.
Автором и соавтором более 450 научных трудов, среди которых 20 монографий/руководств для врачей и 2 учебника детских болезней для студентов медицинских институтов.

### Избранные труды
- монография «Детская гепатология» (2009, под редакцией)
- «Альманах истории медицины: неизвестные и спорные страницы» (2014, научный редактор)
- цикл лекций по темам «Инфекции и искусство» и «Иллюстрированная педиатрия» (в сопровождении работ всемирно известных художников и скульпторов)